# Balaweling
Balaweling is een bestuurslaag in het regentschap Flores Timur van de provincie Oost-Nusa Tenggara, Indonesië. Balaweling telt 1103 inwoners (volkstelling 2010).